# Ivaszava Kenkicsi
Ivaszava Kenkicsi (japán írással: 岩澤 健吉, gyakori nyugati átírásban: Kenkichi Iwasawa)  (Kirjú, 1917. szeptember 11. – Tokió, 1998. október 26.) japán matematikus, az algebrai számelmélet neves művelője, a róla elnevezett Iwasawa-elmélet megalkotója.

## Pályafutása
Ivaszava a szülővárosában járt általános iskolába, majd Tokióban végezte el a középiskolát. 1937-ben kezdte meg matematikai tanulmányait a Tokiói Egyetemen, ahol Takagi Teidzsi munkássága nyomán aktív algebrai számelmélettel foglalkozó iskola alakult ki. 1940-ben diplomázott, de az egyetemen maradt, és posztgraduális tanulmányokba kezdett, és asszisztensi állást kapott a matematika tanszéken. 
Kezdeti kutatási területe a csoportelmélet volt. Ezen a területen nevezetes eredményei közé tartozik a féligegyszerű Lie-csoportok Iwasawa-dekompozíciójának megkonstruálása, amit 1949-ben publikált. Gyakran említett csoportelméleti eredménye még az azóta róla elnevezett lemma, amellyel röviden bizonyítható, hogy a projektív speciális lineáris csoportok – két triviális kivételtől eltekintve – egyszerűek.
Foglalkozott a Hecke-L-függvények elméletével: ezek a Dirichlet-L-függvényekhez hasonlók, azzal a különbséggel, hogy a zetafüggvény csavarása Dirichlet-karakter helyett egy Hecke-karakterrel történik. Ivaszava az idèle-ek csoportján végzett Fourier-analízis segítségével tanulmányozta a Hecke-L-függvényeket: bebizonyította ezek meromorf kiterjeszthetőségét és levezette a kiterjesztésre vonatkozó függvényegyenletet, valamint ezek direkt alkalmazásával újabb bizonyítást adott az osztálycsoport végességére és a Dirichlet-egységtételre. Ivaszavától függetlenül, de az övéhez nagyon hasonló módszerekkel John Tate is foglalkozott számtestek Fourier-analízisével: ezt a területet ma Iwasawa–Tate-elméletnek vagy Tate tézisének nevezik, utóbbi arra utal, hogy Tate vonatkozó eredményei a doktori disszertációjában jelentek meg.
1950-ben Ivaszava az Egyesült Államokba utazott, ahol előadást tartott az Iwasawa–Tate-elméletről a Cambridge-ben megrendezett Nemzetközi Matematikai Kongresszuson, majd 1952-ig a Princetoni Egyetemen kutatott. Itt megismerkedett Emil Artinnal, akinek hatására érdeklődése az algebrai számelmélet felé fordult. 1952-ben tanársegédi állást kapott a Massachusetts Institute of Technologyn, és itt dolgozott egészen 1967-ig, amikor visszatért Princetonba.
Az algebrai számelméleten belül Ivaszava az 1950-es években a körosztási testekkel foglalkozott: ezek a racionális számok testének valamely egységgyökkel való bővítései, és a a Kronecker–Weber-tétel értelmében alapvető szerepet játszanak a racionális számok testének Abel-bővítéseinek elméletében. Ivaszava felismerte, hogy ha p egy fix prímszám, és {\displaystyle \mu _{p^{n}}} a {\displaystyle p^{n}}-edik egységgyökök csoportja, akkor az egyes {\displaystyle \mathbb {Q} (\mu _{p^{n}})} körosztási testek külön-külön való tanulmányozása mellett hatékony módszer ezeket az összes n-re egyidejűleg vizsgálni – ez az Iwasawa-elmélet kiindulópontja. Az így kapott {\displaystyle \mathbb {Q} (\mu _{p^{\infty }})/\mathbb {Q} (\mu _{p})} végtelen Galois-bővítés Galois-csoportja a p-adikus egészek {\displaystyle \mathbb {Z} _{p}} additív csoportjával izomorf. Ennek következményeképp több a bővítéshez kapcsolódó csoport – például bizonyos Galois-csoportok illetve egységek csoportjai – felruházható egy {\displaystyle \mathbb {Z} _{p}[\![\mathbb {Z} _{p}]\!]}-modulusstruktúrával. Ez az algebrai eszköz olyan módszerek használatát teszi lehetővé, amelyek az egyes véges bővítések esetében nem állnak rendelkezésre. Ivaszava ezt kihasználva bebizonyított egy aszimptotikus formulát az osztályszámra. Ezt követően tanulmányozta az említett modulusstruktúrákat, illetve megfogalmazta az Iwasawa-elmélet fő sejtését: ez a p-adikus L-függvények egy algebrai és egy analitikus avatarja közti kapcsolatot adja meg. Ivaszava továbbá felismerte, hogy a fő sejtés analógiába állítható a véges testek feletti görbékre vonatkozó Weil-sejtésekkel – ez azonban utólagos meglátás volt, nem pedig a sejtés motivációja.
A Princetoni Egyetemen a Henry Burchard Fine-ról elnevezett professzori pozíciót töltötte be 1986-os nyugalomba vonulásáig. Utolsó aktív évében publikálta a Local Class Field Theory című monográfiáját a lokális osztálytestelméletről.
Nyugdíjas éveire visszatért Tokióba, és ott is hunyt el 1998-ban, tüdőgyulladás következtében.